# Station Bad Sachsa
Station Bad Sachsa (Haltepunkt Bad Sachsa) is een spoorwegstation in de Duitse plaats Bad Sachsa, in de deelstaat Nedersaksen. Het station ligt aan de spoorlijn Northeim - Nordhausen, ongeveer 2 kilometer ten zuidoosten Bad Sachsa in de Ortsteil Neuhof.

## Indeling
Het station beschikt over twee zijperrons, die niet zijn overkapt maar voorzien van abri's. De perrons liggen in bajonetligging en zijn verbonden via een overweg in de straat Brockenblickstraße die tussen perrons loopt. Rondom het station zijn er een aantal parkeerplaatsen en fietsenstallingen. Aan de noordwestzijde bevindt zich de bushalte van het station. Ook aan deze zijde staat het stationsgebouw van Bad Sachsa, maar deze wordt als dusdanig niet meer gebruikt.

## Verbindingen
De volgende treinseries doen het station Bad Sachsa aan:
| Serie | Treinsoort                   | Route                                                                                                   | Bijzonderheden                                                         |
| ----- | ---------------------------- | --- | ---------------------------------------------------------------------- |
| RB 80 | Regionalbahn (DB Regio Nord) | Göttingen – Northeim (Han) – Herzberg (Harz) – Bad Lauterberg im Harz Barbis – Bad Sachsa – Nordhausen  | Eenmaal per twee uur                                                   |
| RB 81 | Regionalbahn (DB Regio Nord) | Nordhausen – Bad Sachsa – Bad Lauterberg im Harz Barbis – Herzberg (Harz) – Northeim (Han) – Bodenfelde | Eenmaal per twee uur; versterkingsritten tussen Bodenfelde en Northeim |